# بيتر صاموليسون
بيتر صاموليسون (بالسويدية: Peter Samuelsson)‏ (20 نوفمبر 1981 بدغرفوش في السويد - ) هو لاعب كرة قدم سويدي في مركز الهجوم. لعب مع نادي أوربرو ونادي ديجرفورس وNybergsund IL-Trysil ‏ وBrumunddal Fotball ‏ وStrömtorps IK ‏ وKongsvinger IL Toppfotball ‏.

## وصلات خارجية
- بيتر صاموليسون على موقع اتحاد النرويج (النرويجية)
- بيتر صاموليسون على موقع اتحاد السويد (السويدية)
- بيتر صاموليسون على موقع قاعدة بيانات كرة القدم.إي يو (الإنجليزية)